# Sokoliwka (rejon tulczyński)
Sokoliwka (ukr. Соколівка; pol. hist. Sokołówka) – wieś na Ukrainie, w rejonie tulczyńskim obwodu winnickiego, na wschodnim Podolu.
Położona w powiecie olhopolskim województwa bracławskiego prowincji małopolskiej I Rzeczypospolitej, po II rozbiorze - guberni podolskiej Imperium Rosyjskiego. W 1789 była prywatną wsią należącą do Skarbków. Później własność rodziny Belina-Brzozowskich. We wsi istniała czynna cukrownia.

## Zabytki
- dwór staropolski wybudowany na początku XIX w. przez Feliksa Brzozowskiego seniora, spłonął w 1811, został odbudowany przed 1820. Karol Brzozowski w połowie XIX w. dobudował do lewego boku piętrowe skrzydło[3]. Rodzina Belina-Brzozowskich będąca właścicielem dworu, posiadała jedną z największych na Podolu kolekcji dzieł sztuki[4]. W obrębie zespołu pałacowego znajdują się m.in. park, rotunda, zabudowania gospodarcze i brama wjazdowa.

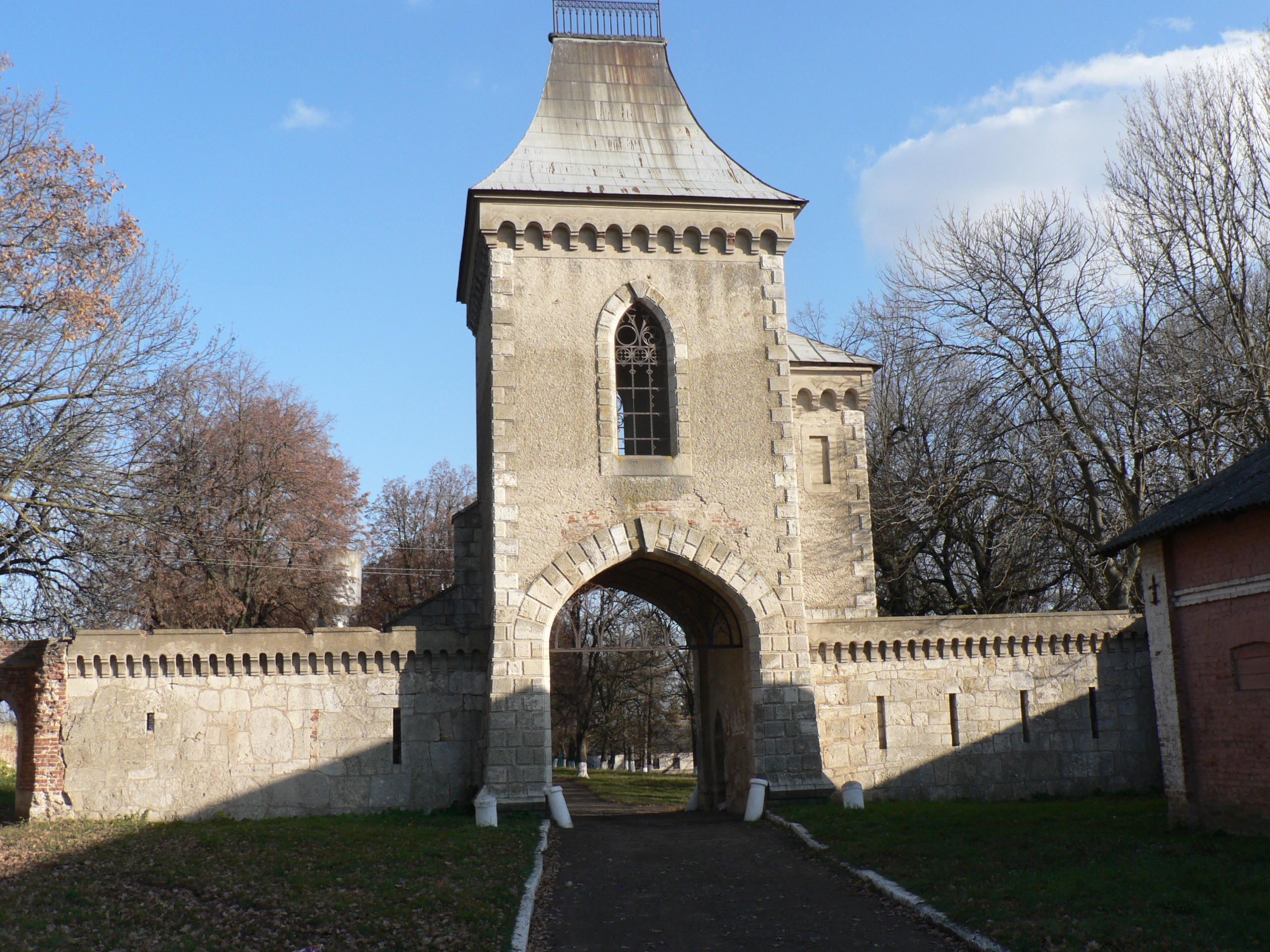
Brama wjazdowa
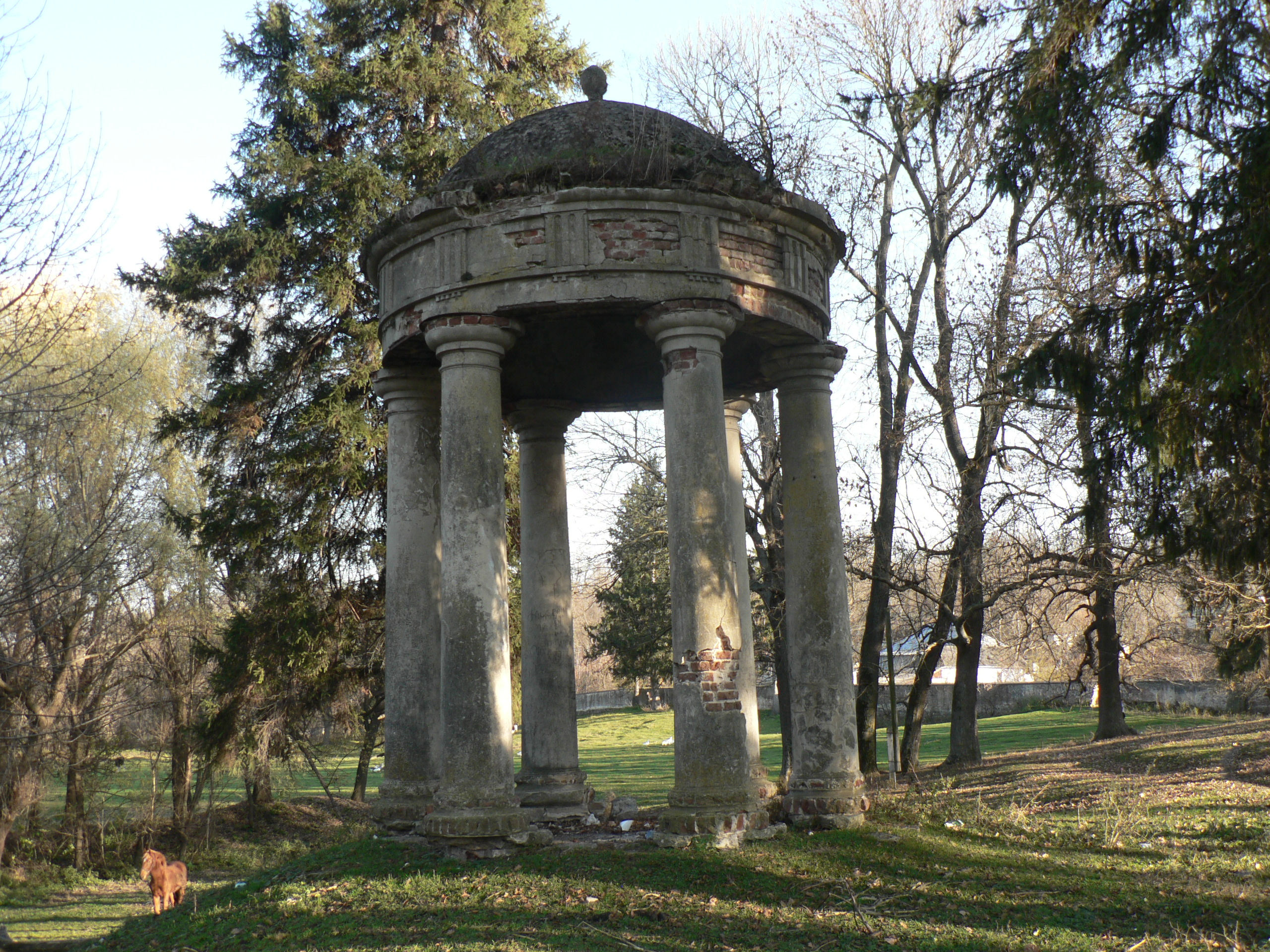
Rotunda
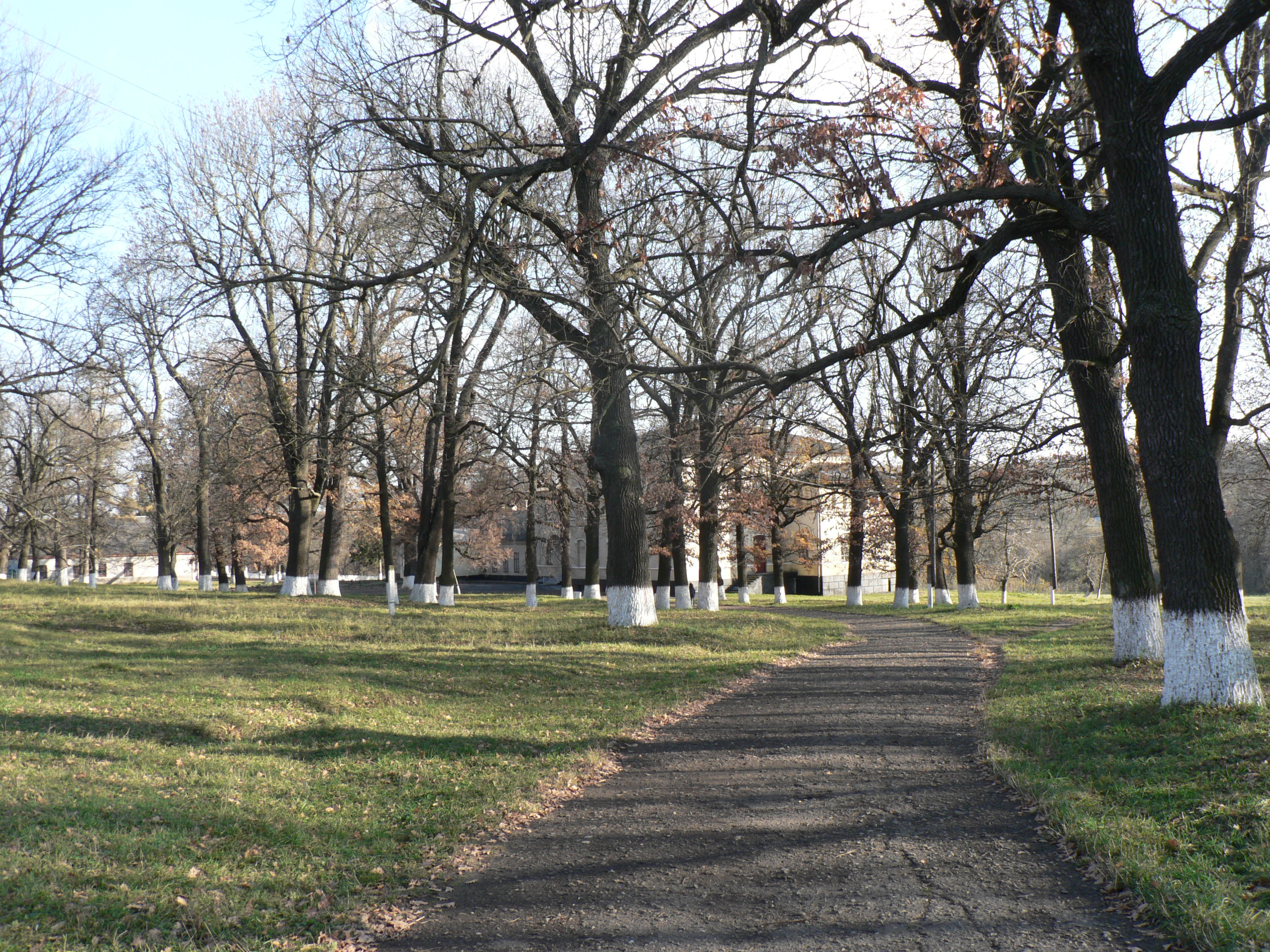
Park
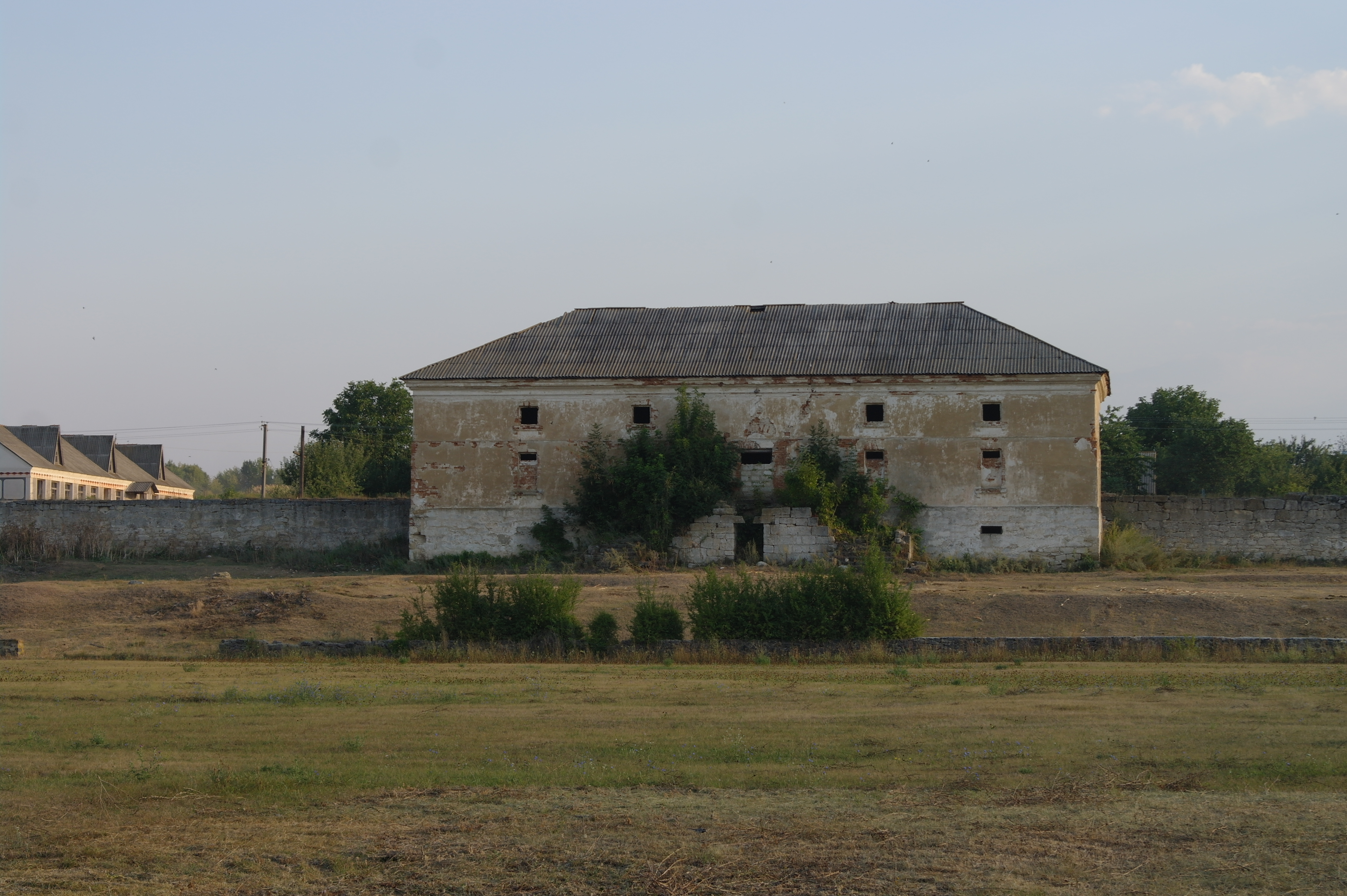
Magazyn

## Urodzeni
- Zenon Belina-Brzozowski
- Karol Belina-Brzozowski – brat Zenona
- Karol Brzozowski z Brzozowa (1779–1862) – ojciec
- Bolesław Górnicki – profesor nauk medycznych